# Державний комітет України по земельних ресурсах
Державний комітет України по земельних ресурсах (Держкомзем України) — є центральним органом виконавчої влади з питань земельних ресурсів, діяльність якого спрямовується і координується Кабінетом Міністрів України.
Державний комітет УРСР по земельній реформі при Кабінеті Міністрів УРСР створено, як орган державного управління на виконання Постанови Верховної Ради Української РСР «Про земельну реформу» від 18.12.1990 року № 563-XII. У червні 1992 року Держкомзему було надано статус центрального органу державної виконавчої влади, підвідомчого Кабінету Міністрів України зі створенням управлінь та відділів земельних ресурсів областей, міст Києва та Севастополя і районів. Голова Держкомзему одночасно є головним державним інспектором України по використанню та охороні земель. У 1996 році згідно Указу Президента України створено  єдину   систему   державних органів  земельних ресурсів у  складі Державного  комітету  України  по   земельних ресурсах  і  підпорядкованих  йому Державного  комітету Автономної Республіки Крим  по земельних ресурсах   і   єдиному  кадастру, обласних, Київського   та   Севастопольського  міських головних управлінь, районних відділів, міських (міст обласного та районного підпорядкування)  управлінь (відділів)  земельних  ресурсів   та інженерів-землевпорядників сіл і селищ. Комітет увійшов до складу агропромислового комплексу. У 2007 році Держкомзем України було реорганізовано у Державне агентство земельних ресурсів України (Держземагентство України) діяльність якого спрямовується і координується Кабінетом Міністрів України    через  Міністра охорони   навколишнього   природного середовища. Держземагентство у 2008 році було реорганізоване у Державний комітет  України  із земельних ресурсів. У 2010 році  Держкомзем України знов було реорганізовано у Державне агентство земельних ресурсів України яке у 2014 році було перетворене у Державну службу України з питань геодезії, картографії та кадастру.

## Основні завдання
Пріоритетними завданнями Держкомзему було проведення земельної реформи, здійснення державного контролю за використанням та охороною земельних ресурсів, ведення державного земельного кадастру, моніторингу земель та проведення землеустрою, розроблення і впровадження державних і регіональних програм. У Положенні про комітет встановлено наступний перелік завдань:
- розроблення пропозицій щодо формування державної політики у сфері регулювання земельних відносин, використання, відтворення, охорони та проведення моніторингу земель, ведення державного земельного кадастру, здійснення землеустрою, встановлення меж області, району, міста, району в місті, села і селища та забезпечення її реалізації, проведення земельної реформи та подання їх Кабінетові Міністрів України через Міністра охорони навколишнього природного середовища;
- координація роботи з проведення земельної реформи;
- здійснення державного контролю за використанням та охороною земель;
- організація і забезпечення ведення державного земельного кадастру, підготовка земельно-кадастрової документації;
- здійснення землеустрою і проведення моніторингу земель;
- розроблення державних, галузевих і регіональних програм з питань регулювання земельних відносин, встановлення меж області, району, міста, району в місті, села і селища, раціонального використання земель, їх відтворення та охорони, проведення моніторингу земель, відтворення родючості ґрунтів, ведення державного земельного кадастру і територіального планування;
- проведення державної експертизи програм і проектів з питань землеустрою, ведення державного земельного кадастру, охорони земель, реформування земельних відносин, а також техніко-економічного обґрунтування таких програм і проектів.[10]

## Повноваження
Держкомзем здійснює свої повноваження безпосередньо і через утворені в установленому порядку територіальні органи в Автономній Республіці Крим, областях, мм. Києві та Севастополі, районах, містах, а також через міськрайонні, міжміські, міжрайонні територіальні органи і затверджує положення про них.
Повноваження щодо здійснення державного контролю за використанням та охороною земель Держкомзем здійснює через Державну інспекцію з контролю за використанням та охороною земель та її територіальні органи.
До основних повноважень, серед іншого, віднесено наступне:
- бере участь у виконанні державних програм з питань розвитку земельних відносин, раціонального використання земель, їх відтворення та охорони;
- здійснює відповідно до законодавства державне регулювання у сфері оцінки земель, організовує та забезпечує виконання відповідних робіт, видає витяги з технічної документації про нормативну грошову оцінку земельних ділянок, організовує професійну підготовку оцінювачів з експертної грошової оцінки земельних ділянок, веде Державний реєстр оцінювачів з експертної грошової оцінки земельних ділянок, яким видано кваліфікаційне свідоцтво, готує пропозиції щодо вдосконалення методики та порядку виконання робіт з грошової оцінки земель;
- забезпечує підготовку та здійснення організаційних, економічних, екологічних та інших заходів, спрямованих на раціональне використання земель, їх захист від шкідливого антропогенного впливу, а також на відтворення і підвищення родючості, продуктивності та корисних властивостей ґрунтів, дотримання режиму використання земель природоохоронного, оздоровчого, рекреаційного та історико-культурного призначення, інших територій та об'єктів екомережі, організовує здійснення заходів щодо відтворення корисних властивостей земельних ділянок;
- здійснює державний контроль за використанням та охороною земель відповідно до Закону України «Про державний контроль за використанням та охороною земель» та інших законів;
- забезпечує підготовку і здійснення організаційних, економічних та інших заходів у сфері встановлення меж області, району, міста, району в місті, села і селища;
- бере участь у підготовці та здійсненні заходів щодо розвитку ринку земель, іпотеки земельних ділянок та вдосконалення системи оподаткування земель;
- готує в межах своїх повноважень і подає Кабінетові Міністрів України через Міністра охорони навколишнього природного середовища пропозиції щодо формування інвестиційної політики у сфері використання та охорони земель виходячи з пріоритетів структурного реформування економіки;
- розробляє та затверджує в установленому порядку нормативно-технічні документи, державні стандарти, норми і правила з питань землеустрою, використання та охорони земель;
- розглядає нормативно-технічні документи з питань розроблення землевпорядної документації, ціноутворення в галузі проектування, будівництва та експлуатації протиерозійних об'єктів і споруд та в межах своєї компетенції бере участь у їх затвердженні;
- здійснює землеустрій та забезпечує проведення державної інвентаризації земель;
- забезпечує науково-експертне, аналітичне, інформаційне та методичне проведення землевпорядних, землеоцінювальних робіт, пов'язаних із земельними торгами;
- проводить відповідно до законодавства моніторинг земель;
- забезпечує регулювання земельних відносин, створення і ведення державного земельного кадастру та реєстрацію в його складі земельних ділянок і прав на них.[11]

## Структура
Центральний апарат (м. Київ) та територіальні органи в Автономній  Республіці Крим, областях, мм. Києві та Севастополі, районах, містах, а також міськрайонні, міжміські, міжрайонні територіальні  органи.

## Керівництво
Держкомзем України очолює Голова, якого призначає  на  посаду і звільняє   з   посади  Кабінет   Міністрів  України за  поданням Прем'єр-міністра  України.
Посаду Голови Держкомзему України обіймали:
- Чепков Борис Михайлович  (з жовтня 1991 року до лютого 1995 року)[12]
- Гайдуцький Павло Іванович (з лютого 1995 року по серпень 1995 року)
- Засуха Анатолій Андрійович (з жовтня 1995 року по вересень 1996 року)
- Новаковський Леонід Якович (з вересня 1996 року по вересень 1999 року)[13]
- Даниленко Анатолій Степанович (з серпня 1999 року по серпень 2005 року)
- Сидоренко Микола Якович (з серпня 2005 року по квітень 2007 року)
- Яцук Ігор Петрович (з лютого 2007 року по квітень 2008 року) (Держземагентство)[14]
- Воєводін Володимир Васильович (з лютого 2008 року по грудень 2008 року)[15]
- Кулініч Олег Миколайович (з грудня 2008 року по вересень 2010 року)
- Лисенко Ігор Юрійович (з вересня 2010 року по грудень 2010 року)[16]

## Результати діяльності
Земельну реформу було розпочалато у березні 1991 року із виходом постанови Верховної Ради тодішньої УРСР «Про земельну реформу», якою була скасована державна монополія на землю, а всі землі України були оголошені об’єктом земельної реформи. З затвердженням нової редакції Земельного кодексу України від 13 березня 1992 р. було запроваджено колективну власність на землю та передано майнові права і розпорядження землями сільськогосподарського призначення у колективну власність, створених на базі колгоспів, суб’єктів господарювання – колективних сільськогосподарських підприємств (КСП). Як результат, у січні 1993 року 99,5% із понад 11000 КСП отримали у колективну власність 27,6 млн га земель сільськогосподарського призначення. Ці землі було розпайовано і 6,92 млн сільських мешканців (близько 16% від загальної кількості населення) отримали сертифікати на право приватної власності на земельну частку (пай) (близько 45% всієї території України).  Близько 4,5 млн га землі інших видів цільового призначення були приватизовані 14 млн громадянами згідно з рішеннями місцевих органів влади. Створено резервний фонд земель на площі 3 млн 58 тис. га. За роки земельної реформи приватизували свої земельні ділянки 10,6 млн громадян на площі 3 млн 174 тис. га, 35,5 тис. фермерських господарств використовують 1 млн 117 тис. га сільськогосподарських угідь. Запроваджено плату за землю. Проведено роботи по грошовій оцінці земель населених пунктів, яка стала складовою запровадження плати за землю. Проведено грошову оцінку сільськогосподарських угідь, загальна величина якої дорівнює 306,8 млрд гривень. За безпосередньої участі Держкомзему було розроблено проекти Земельного кодексу України та Законів України «Про землеустрій», «Про порядок виділення в натурі (на місцевості) земельних ділянок власникам земельних часток (паїв)», «Про охорону земель», «Про державний контроль за використанням та охороною земель», «Про використання земель оборони», «Про оцінку земель», «Про розмежування земель державної та комунальної власності», які було прийнято Верховною радою України. Організовано здійснення дієвого державного контролю(нагляду) за використанням і охороною земель, що забезпечувався Державною інспекцією з контролю за використанням та охороною земель - урядовим органом у системі Держкомзему. Розроблено та затверджено методики визначення шкоди, заподіяної в результаті порушень земельного законодавства. Забезпечено супровід організації та оформлення орендних відносин, у більшості своїй (17,3 млн га земель сільськогосподарського призначення станом на 01.01.2012р.) власники передали в оренду для ведення товарного сільськогосподарського виробництва сільськогосподарським підприємствам та фермерам. Створено Державне підприємство “Центр державного земельного кадастру” для автоматизації ведення державного земельного кадастру. Система Державного земельного кадастру дає можливість оперативно отримувати необхідну інформацію про земельні ділянки на всій території України. Відомості до цієї бази даних вносяться, перевіряються, систематизуються та впорядковуються за єдиними, чітко визначеними правилами. Комплекс землевпорядних робіт, пов’язаних з реформуванням земельних відносин, упродовж 1991–2008 рр. виконувався в основному Інститутом землеустрою Української академії аграрних наук. З 1998 р. роботи, пов’язані з веденням Державного земельного кадастру, провадяться Центром Державного земельного кадастру та його дочірніми підприємствами. Разом із органами місцевого самоврядування організовано процес продажу земельних ділянок несільськогосподарського призначення на конкурентних засадах. Станом 01.07.2005 року було продано 10 617 ділянок.